# Marià Baixauli i Viguer
Marià Baixauli Viguer (València, 1861 - 1923) va ser un compositor jesuïta, organista, mestre de capella i musicòleg valencià.

## Biografia
Marià Baixauli va nàixer a València l'any 1861. Va començar la seua formació musical a través de l'amistat que compartia amb Salvador Giner, qui el va acostar a la música religiosa. L'any 1886 va guanyar l'oposició de mestre de capella de la catedral de Tortosa.
El 1893, després de la renúncia de Juan Bautista Guzmán del càrrec de mestre de capella de la Catedral de València, Baixauli va opositar per a guanyar la plaça amb Juan Bautista Pastor Pérez i amb Rafael Maneja. Aquesta va ser atorgada a Pastor el set d'abril d'aquell mateix any.
Al poder aconseguir el càrrec de mestre de capella a València, es presentà també el 1893 al de Toledo, guanyant la plaça. Va ingressar en la Companyia de Jesús el 1896. Des de llavors, continuà dedicant la seva carrera musical al ressorgiment i composició de composicions sacres. A més, va treballar com a organista en aquesta companyia a la seua ciutat natal.

## Àmbit musical
Baixauli destaca principalment per ser, al costat d'Eduardo Ximénez Cos, un dels primers compositors valencians que dediquen sa vida professional a la recuperació de la tradició musical de la zona.
A més de les composicions que va publicar al llarg de tota sa vida, els escrits i els fonaments de Baixauli van ser crucials per al desenvolupament i progressió de la Renaixença valenciana que va sorgir a la fi del segle xix. Concretament, va encapçalar la segona fase de creixement d'aquest moviment cultural al costat de Juan Bautista Pastor.
Destacaren les crítiques que realitzà el 1904 en les quals assegurava que hi havia una italianització de la música valenciana i proposà un canvi de perspectiva orientada a la recuperació de l'estil regional. Una altra de les implicacions professionals del compositor s'orientaren sobre la base de l'exaltació, recuperació i millora de la música sacra de l'època. En la revista Raó i Fe publicà el seu article "La música religiosa" (1904), en el qual assegurava que «La música religiosa ha de ser música magistral i expressiva al mateix temps... Però aquestes condicions exigeixen en el compositor una certa il·lustració literària i musical; musical per a saber què té entre mans, i literària perquè les idees que brollen de la seua ment siguen adequades a l'objecte..»
A més de la seva creació artística, el pare Baixauli va reunir una valuosa col·lecció de tocates de danses del Corpus Christi de València i d'altres festivitats d'altres localitats.
Les intencions de Baixauli amb les seves publicacions i composicions era, d'una banda, revaloritzar l'escriptura i interpretació de música sacra; de l'altra, deixar constància de quines característiques havia de tindre la música utilitzada per al culte. D'aquesta forma, va assegurar la importància que tenia el Motu proprio realitzat pel papa Pius X el 1903. Per a Baixauli, el pes d'aquest document papal residia principalment que en ell s'assegurava que la música sacra correcta era aquella escrita per Palestrina i altres autors del segle XVI. Així, la música religiosa contemporània a aquesta havia de presentar un estil similar al de l'escriptura polifònica clàssica.

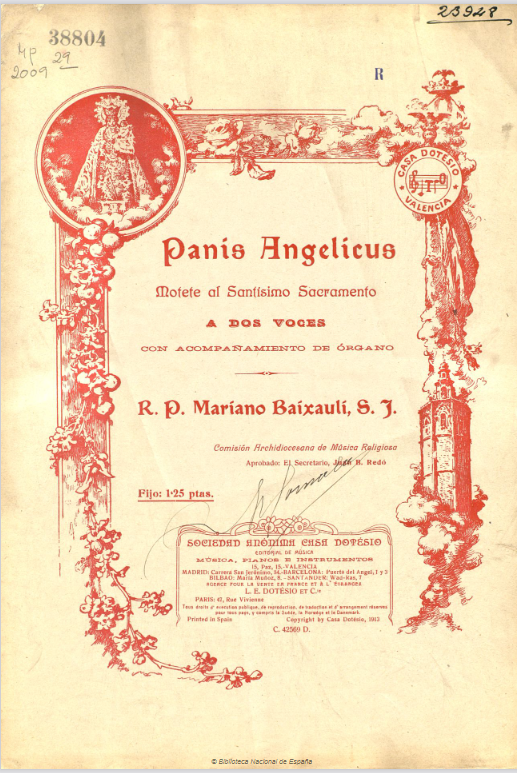
Panis Angelicus: motet al Santíssim a dues veus amb acompanyament d'òrgan. Marià Baixauli. (1913).

La major part de música escrita per Marià Baixauli és sacra. Va escriure al voltant de cent composicions (la major part d'elles vocals i d'òrgan), moltes amb acompanyament orquestral. Avivat pel respecte que li tenia a la polifonia clàssica i a les composicions gregorianes, el seu estil compositiu es pareixia bastant al d'obres religioses anteriors al segle XVI. Així doncs, amb la seva col·laboració compositiva, aconsegueix donar categoria a la música religiosa dins del panoráma cultural valencià.
Entre les diferents composicions escrites per Baixauli assenyalem les següents:
- 1914, Motet al Sagrat Cor de Jesús a tres veus amb acompanyament d'òrgan. Cor, Arca legem continens.
- 1914, Motet al Santíssim, a tres veus (sobre el cant gregorià) amb acompanyament d'òrgan. Adoro et devote.
- 1914, Motet al Santíssim, a tres veus (sobre el cant gregorià) amb acompanyament d'òrgan. Ocell verum.
- 1914, Motet al Santíssim, a dues veus (sobre el cant gregorià) amb acompanyament d'òrgan. Ocell verum.
- 1913, Motet al Santíssim a dues veus amb acompanyament d'òrgan. Panis angelicus.
- 1914, Letrilla al Santíssim per a la Comunió a tres veus amb acompanyament d'òrgan. Vegin-te els meus ulls.
- Himne a Santa Teresa de Jesús, a duo i cor.[7]